# Милионска награда за паранормално
Милионска награда за паранормално била је понуда Образовне фондације Џејмса Рандија (ЈРЕФ) да исплати милион америчких долара свима који би могли показати натприродне или паранормалне способности према договореним критеријумима научног тестирања. Верзија изазова први пут је издата 1964. Преко хиљаду људи пријавило се да је прихвати, али ниједна није успела. Изазов је окончан 2015. године.

## Историја
Џејмс Ранди развио је идеју за изазов током дискусије на радијској плочи када га је парапсихолог изазвао да "стави свој новац тамо где су му уста". 1964. године Ранди је понудио награду од 1.000 долара, затим је убрзо  повећао на 10.000 долара. Касније је америчка компанија Лексингтон Броадкастинг хтела да Ранди направи шоу назван Психичка награда од 100.000 долара, па су му додали 90.000 долара. Коначно, 1996. године, један од његових пријатеља, интернетски пионир, Рик Адамс, донирао је милион америчких долара за награду. Награда се понекад у медијима назива "награда Ранди".
Од 1. априла 2007, само они са већ постојећим медијским профилом и подршком угледног академика су могли да учествују у изазову. Надали су се да ће ресурси којих се ослободе, тако што не морају тестирати нејасне и евентуално ментално болесне кандидате бити коришћени за изазивање професионалних видовњака и медија као што су Силвиа Браун и Џон Едвард.
4. јануара 2008. објављено је да ће награда бити обустављена 6. марта 2010, како би се искористио новац у друге сврхе. Један од разлога који се нуди за његово укидање је неспремност кандидата. Међутим, награда ипак није истекла 2010. године.
8. марта 2011, ЈРЕФ је објавио да су квалификације измењене да би се изазов отворио за више кандидата. ЈРЕФ је објаснио да ће нова правила и људима без медија или академске документације пружити могућност да се размотре за тестирање.
За неколико година продефиловало је доста кандидата међу којима је било исцелитеља, читача мисли, пророка, видовњака, рашљара, конструктора перпетуум мобиле-а, па и научника, али се до сад нико није ни приближио освајању награде.
У јануару 2015. Џејмс Ранди објавио је да се званично повлачи и одступио је са свог положаја у ЈРЕФ-у.У септембру 2015. ЈРЕФ је објавио да је њихов одбор одлучио да ће фондацију претворити у фондацију која даје донације и више неће примати пријаве директно од људи који тврде да имају паранормалну моћ. 2015. године паранормални изазов Џејмс Рандија званично је окончан.

## Правила и просуђивање
- Кандидат мора недвосмислено да се најави унапред, при чему ће се кандидат и господин Ранди сложити  о томе какве ће моћи и способности бити демонстриране, ограничења предложене демонстрације (као што су време и локација) и шта ће бити означено као позитиван, а шта као негативан резултат.

- Биће прихваћена само стварна демонстрација најављеног карактера и обима унутар ограничења о којима је постигнута сагласност. Анегдотски извештаји о претходним догађајима се не прихватају и не узимају у обзир.

- Кандидат се слаже с тим да сав материјал (фотографски, снимљен, написан и тако даље) било које врсте, који је настао приликом тестирања може слободно да се користи од стране ЈРЕФ (Образовне Фондације Џејмса Рандија) на начин који господин Ранди одабере.

- Тестови ће бити сачињени тако да никакав поступак “пресуђивања” неће бити потребан. Резултати ће бити самодоказујући сваком посматрачу, у сагласности са правилима са којима ће се сагласити све заинтересоване стране пре обављања формалног теста.

- Од кандидата може да се затражи и/или захтева да одржи неформалну демонстрацију пре формалне, ако удаљеност и временски распон то         налажу, у циљу утврђивања да ли је кандидат у стању да изведе то што је најавио.

- Сви трошкови као што су транспортни, боравишни и остали које је кандидат учинио у покушајима да освоји награду, падају на терет кандидата. Ако прихвати овај изазов, кандидат се одриче свих права на легалан поступак против господина Рандија. Ово се односи на повреде, несрећне случајеве или било коју физичку или емоционалну штету и/или финансијски или професионални губитак било које врсте.

- При извођењу формалног теста, независној особи ће од стране Џејмса Рандија бити испостављен чек у износу од 10 000 долара. Ако је кандидат успешан под договореним терминима и условима, чек ће се одмах предати кандидату, и у року од десет дана Образовна Фондација Џејмс Ранди ће исплатити кандидату преостали износ до целе награде.

- Ова понуда је отворена за све особе, у било ком делу света, независно од пола, расе, образовања и тако даље, и остаће на снази док награда не буде освојена. После смрти Џејмса Рандија, поступак за освајање ове награде водиће друга особа,тако да ће понуда и даље бити важећа.[9]
- Сваки кандидат мора да се сагласи с тим шта је учинио приликом формалног теста, однсно да ли је он потврдио или није потврдио најављену способност или моћ.

## Пример теста
1979. године, Ранди је тестирао четворо људи у Италији за способност довсинга, односно како се може лоцирати подземна вода или други закопани материјал. Тада је награда била 10.000 долара. Услови су били да се користи  од 10 до 10 метара површине за тестирање. Довод воде и резервоар били би непосредно изван подручја испитивања. Три пластичне цеви налазиле су се  под земљом од извора до резервоара дуж различитих скривених стаза, и свака цев би прошла кроз тест подручје. Оне су биле пречника 3 центиметра и укопано 50 центиметара испод земље. Постојали су вентили који би бирали  цев кроз коју би пролазила вода, а бирала би се само једна по једна. Барем 5 литара у секунди вода би текла кроз одабрану цев. Прво се морао  проверити подручје да ли поседује природну воду или било шта друго што би ометало испитивање и то би било обележено. Поред тога, неопходно је  да се покаже да реакција дозирања делује на изложеној цеви док вода тече. Тада би се једна од три цеви бирала насумично за свако испитивање. Постављало би се десет до сто клинова у земљу дуж путање коју испитаници проналазе као путању активне цеви. Две трећине клинова који се поставе мора бити унутар 10 центиметара од средишта цеви која се прати да би суђење било успешно. За суђење би се радила три испитивања за сваког учесника, а онај који пролази два од три испитивања би прошао тест.
Сви испитаници су се сложили са условима испитивања и изјавили су да осећају да могу да изврше тест тог дана и да је проток воде довољан. Пре теста питали су их колико су сигурни да ће успети. Сви су рекли или „99 процената“ или „100 процената“. Питали су их шта би закључили ако је проток воде 90 степени за разлику од онога што они тврде и сви су рекли да је то немогуће. Након теста питали су их колико су сигурни да су положили тест. Три одговорила била су са „100 одсто“, а само један  да није завршио тест.
Када су сви тестови били готови откривено је место цеви, и нико од испитаника није прошао тест. Др Борга је пажљиво поставио маркере, али најближи је био 8 корака од цеви за воду. Борга је рекао: "Изгубили смо се", али у року од две минуте почео је окривљавати свој неуспех за многе ствари као што су сунчеве пеге и геомагнетне променљиве. Два учесника су мислила да су пронашла природну воду пре почетка тестирања али се међусобно не слажу око тога где се налази, као ни са онима који нису нашли природну воду.

## Критика
Астроном Денис Равлинс назвао је изазов као неискреним, рекавши да Ранди никада није био сигуран да ли ће се он исплатити. У издању Судбине за октобар 1981. године, Равлинс га је цитирао "Ја увек имам излаз". Ранди је изјавио да Равлинс није дао читав цитат, а оно што је заправо  рекао је „Што се тиче изазова, увек имам„ излаз “: У праву сам!
Розмери Алтеа је закључила да наградни фонд од милион долара не постоји или је само у облику обећања или меница. ЈРЕФ је изјавио да је милион долара било у облику преговарачких обвезница у оквиру наградног фонда „ Џејмс Ранди образовни  фондацијиони народни рачун “ и да се потврда рачуна и износ награде могу доставити на захтев. Новац је чуван на Еверкор Велт Манаџмент рачуну.

## Изазови

### Одбијања током тестирања
6. марта 2001, Лари Кинг питао је професионалног видовњака Силвиу Браун да ли ће прихватити изазов и пристала је. Ранди се појавио са Брауновом опет на Larry King Live 3. септембра 2001, и она је опет прихватила изазов. Ранди се поново појавио са њом на Larry King Live, 3. септембра 2001, и она је поново прихватила изазов. Међутим, она је одбила да се тестира и Ранди је пратио време на својој веб локацији бележећи колико недеља је прошло од како је Силвиа прихватила изазов. На крају је сат замењен текстом који каже да је прошло „више од 5 година“. Силвиа је умрла 2013. године.
У наступу на Larry King Live 26. јануара 2007, Ранди је изазвао видовњакиња Розмери Алтеа да освоји милион долара. Алтеа је одбила да прихвати изазов, називајући га „триком“. Уместо тога, Алтеа је делом одговорила „Слажем се са оним што он каже, да постоји много људи који тврде да су духовни медији, тј. они тврде да разговарају са мртвима. Много је таквих људи, сви то знамо, варалица и шарлатана свуда". Ипак Рендијев одговор био је да сугерира да је и Алтеа била једна од "варалица и шарлатана". 
У наступу на ИТВ-ом издању This Morning, 27. септембра 2011, мађионичар Паул Зенон је такође био изазван, где је након околишања одустао. 

### Одбијања подносилаца захтева
Ранди је одбио захтев Рика Колоџеја, дивљака који је тврдио да је преживео без хране од 1998. Ранди је 2006. пристао да тестира Колоџејеве тврдње, али две стране се нису могле договарати о месту и начину испитивања.
Чланови групе са Балија, који себе називају Жутим бамбусом, тврдили су да би један од њих, Пак Ниоман Серенген, могао да сруши нападача на даљину, користећи само комад жутог бамбуса. Видео клипови на њиховој веб локацији приказали су гомилу студената који трче ка Серенгену и падају на земљу када (или, у неким случајевима мало пре тога) је Серенген испружио руку и почео да виче. ЈРЕФ је организовао волонтере да спроведу прелиминарну истрагу. Ипак након што је група Жутог бамбуса  поставила препреке и супроставила се плану, Ранди је најавио да прекида даље учешће са њима. Након прегледа снимака, фотографија са инцидента, неколико људи искусних са митраљезима рекло је да су чак постојале шансе коришћења електрошокова. .

### Тестирање на невероватном састанку (The Amazing Meeting)
У јулу 2009. године, дански видовњак Кони Сон добила је прилику да докаже своју способност лутања. Од ње се тражи да баци неке насумично одабране картице, скривене у коверти и изгуби изазов избором других погрешних. У интервјуу са Марком Едвардом након тога, она је инсистирала на томе да је изгубила само зато што рекла је  "... још није било време да се открију моје моћи".
У јулу 2014. године кинески продавац Феи Ванг тестиран је пред 600 гледалаца на завршетку The Amazing Meeting у Лас Вегасу. Ванг је рекао да би с његове десне руке мистериозном силом могао пренети раздаљину од три метра, несметано од дрвета, метала, пластике или картона. Енергију, рекао је, други могу да осете као топлоту, притисак, магнетизам или једноставно као "неописива промена". Ванг је изабрао укупно деветоро људи као субјекте који ће моћи да утврде да ли примају силу из његове руке. На позорници су Ванг и контролна особа били иза завесе, а испитаници су били испред завесе са прекривеним очима и ушима како не би могли закључити ко се налази иза завесе. Ванг и контролна особа покушали су да енергију пренесу на руку субјекта. Субјект је тада изјавио да ли је осећа било какву енергију и да ли долази од првог или другог човека. Ванг је морао да буде особа коју је одабрало најмање 8 од 9 испитаника да би освојио милион долара. Након што оба прва субјекта нису успела да одаберу Ванга, изазов је био завршен. Ванг је изјавио да ће покушати поново следеће године, рекавши: „Ова енергија је мистериозна“.
Новинар Ли Хатчајнсон пришао је ЈРЕФ-у након што је написао чланак за Арс Техника о усмереним Етернет кабловима који тврде да "аудио сигнал потпуно не оставља електромагнетске сметње". На The Amazing Meeting  2015. године, МДЦ је успоставио контролисану двоструко слепу демонстрацију са волонтерима који слушају два идентична снимка случајно одабраним Етернет каблом, нормалним или каблом који тврде да побољшавају искуство слушања. Након седам добровољаца (1 погодак, 1 промашај и 5 слушања без разлике) демонстрација је окончана јер нису могли да одаберу "побољшани" кабл преко уобичајеног кабла довољно пута да задовоље протоколе тестирања.

| год. | Изазвани     | Наглашена способност                                                  | Тестови                                                            | Резултати  | Напомене                                   |
| 2007 | Дерек Огилви | Комуникација између мртвих и живих                                    | Препознајти коју од десет играчака дете користи у одређено време.  | Није успео |                                            |
| 2009 | Кони Сон     | Довинг (клатно)                                                       | Идентификовати карте за игру у затвореној коверти.                 | Није успео |                                            |
| 2010 | Анита Иконен | Медицински Довсинг                                                    | Утврдити посматрањем коме од пет испитаника недостаје бубрег.      | Није успео | Рачуна се као "демонстрација", а не "тест" |
| 2012 | Ендру Нидлес | Наруквица за побољшање перформанси                                    | Разликовати учеснике који носе стварни производ значајан број пута | Није успео |                                            |
| 2013 | Брахим Адон  | Даљинско гледање                                                      | Из даљине идентификовати 3 објеката од 20                          | Није успео |                                            |
| 2014 | Феи Ванг     | Може да шаље енергију кроз његову руку коју може да осети друга особа | Осетитити Електрицитет на рукама осам од девет пута                | Није успео |                                            |